# Ophthalmitis fasciata
Ophthalmitis fasciata là một loài bướm đêm trong họ Geometridae.